# 韦夫尔苏沙朗塞
韦夫尔苏沙朗塞（法語：Vesvres-sous-Chalancey，法語發音：[vɛvʁ su ʃalɑ̃sɛ]，意为“沙朗塞下方的韦夫尔”）是法国上马恩省的一个市镇，属于朗格勒区。

## 地理
韦夫尔苏沙朗塞（47°41'37"N, 5°10'7"E）面积7.22 平方千米，位于法国大東部大區上马恩省，该省份为法国东北部内陆省份，北起马恩省和默兹省，西接奥布省，西南接科多尔省，东南接上索恩省，东临孚日省。
与韦夫尔苏沙朗塞接壤的市镇（或旧市镇、城区）包括：韦尔努瓦莱韦夫尔、沙朗塞、勒瓦勒代农、瓦扬。

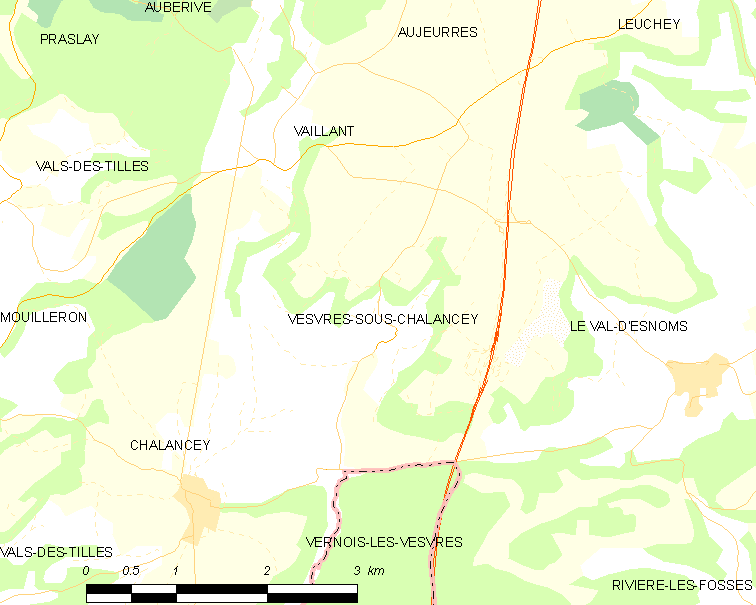
韦夫尔苏沙朗塞的OSM定位图

韦夫尔苏沙朗塞的时区为UTC+01:00、UTC+02:00（夏令时）。

## 行政
韦夫尔苏沙朗塞的邮政编码为52190，INSEE市镇编码为52519。

## 政治
韦夫尔苏沙朗塞所属的省级选区为维勒居西安勒拉克县。

## 人口

1962-2008年间韦夫尔苏沙朗塞人口变化图示

韦夫尔苏沙朗塞于2022年1月1日时的人口数量为47人。